# Burkholderia paludis
Burkholderia paludis ist eine Bakterienart. Die Bildung von Abwehrstoffen gegen andere Bakterienarten stellt eine Möglichkeit für den Einsatz in der Medizin dar.

## Merkmale
Die Zellen von Burkholderia paludis sind stäbchenförmig. Die Breite liegt zwischen 0,6 und 0,8 μm, die Länge zwischen 1,6 und 2,1 μm. Das Bakterium bildet runde Kolonien mit glatter Oberfläche und einem Durchmesser von 2–3 mm. Die Farbe der Kolonien ist gelb.

## Wachstum und Stoffwechsel
Burkholderia paludis ist fakultativ anaerob, zeigt also sowohl in  Abwesenheit als auch in Gegenwart von Sauerstoff Wachstum. Das Bakterium fermentiert Glucose. Der Urease-Test und der Test auf die Spaltung von Aesculin (Hydrolyse) verlaufen ebenfalls positiv. Eine Reduktion von Nitrat oder Nitrit wurde nicht beobachtet. Indol wird ebenfalls nicht gebildet. Der Oxidase-Test verläuft positiv. Wachstum zeigt sich bei Temperaturen zwischen 15 und 40 °C. Optimales Wachstum erfolgt bei einer Temperatur von 30 °C. Es werden pH-Werte zwischen 4 und 10 toleriert, optimal ist ein pH-Wert von 7. Des Weiteren werden NaCl-Werte zwischen 0 und 2,5 % toleriert, optimal sind 0 %. Zur Unterscheidung von anderen nah verwandten Arten kann u. a. das Vorhandensein der Arginindihydrolase bei Burkholderia paludis dienen.

## Taxonomische Merkmale
Der Gram-Test verläuft bei Burkholderia paludis negativ. Es wurde des Ubiquinon 8 (Q-8) nachgewiesen. Zu den isolierten polaren Lipiden zählen u. a. Phosphatidylglycerole (PG), Phosphatidylethanolamine (PE) und Diphosphatidylglycerole (DPG).

## Systematik
Burkholderia paludis wurde im Jahr 2016 von Kuan Shion Ong und Mitarbeitern beschrieben, aber die endgültige Verifizierung steht noch aus, aus diesem Grund wird der Artname in Anführungszeichen gesetzt (Stand April 2021). Die Art zählt zu den sogenannten Burkholderia cepacia-Komplex. Burkholderia paludis ist hier nah verwandt mit den beiden Arten B. arboris und B. lata.
Bei den Burkholderia cepacia-Komplex handelt es sich um eine Gruppe eng verwandter Bakterienarten, die in einer Vielzahl von ökologischen Nischen vorkommen und einen vielseitigen Stoffwechsel besitzen. Viele Arten dieses Komplexes sind opportunistische Krankheitserreger und können persistente Infektionen bei Personen mit Mukoviszidose verursachen. Sie können aber auch für die Landwirtschaft genutzt werden. Die Taxonomie dieser Bakterien ist komplex und entwickelt sich ständig weiter. Im Jahr 2020 bestand der Burkholderia cepacia-Komplex aus ca. 20 gültig benannten Arten.

## Mögliche Nutzung
Burkholderia paludis bildet Abwehrstoffe gegen andere Bakterienarten. Es handelt sich um das Siderophor Pyochelin. Es zeigt Wirkung gegen verschiedene Stämme von Staphylococcus und Enterococcus. Dieses macht das Bakterium interessant für die Medizin.